# Blaise Cendrars
Blaise Cendrars (La Chaux-de-Fonds, 1. rujna 1887. – Pariz, 21. siječnja 1961.) bio je francuski pjesnik i novelist švicarskog podrijetla.

## Životopis
Pravo mu je ime bilo Frédéric Sauser. U mladosti je počeo putovati svijetom. Studirao je medicinu i filozofiju. Godine 1912. u Parizu osniva časopis „Les Hommes nouveaux”. U njemu je objavio „Prozu o Transsibirskoj željeznici i maloj Jehanne iz Francuske” (La Prose de Transsibérien et de la Petite Jehanne de France; 1913.).
U Prvom svjetskom ratu izgubio je ruku. Napisao je zbirke pjesama „Devetnaest elastičnih pjesama” (Dix-neuf poèmes élastiques; 1913./19.) te romane „Zlato” (L’Or; 1925.) i „Moravagine” (1926.). Prevodio je Dostojevskoga na francuski.